# Колорина (телесериал)
Колорина (исп. Colorina) — мексиканская 250-серийная молодёжная мелодрама 1980 года с элементами боевика и драмы производства Televisa.

## Сюжет
В Мексике рождается красивая девочка Фернанда Редес, от которой отказывается родная мама. Повзрослев, она пошла работать танцовщицей в кабаре и яркими танцами и песнями завлекала мужчин. На эту красивую женщину положил глаз богач Густаво Адольфо Альмасан, который неудачно женился на Альбе, прикованная к постели. Его мать Ана Мария Альмасан очень хотела иметь наследника, и поэтому предложил развестись с ней, но тот не послушал её. В ответ Альба сама предложила найти ему красивую женщину, не давая ему никакого развода и он был вынужден согласиться с этим и привёл к себе домой красавицу Колорину, и после проведённой бурной ночи она забеременела от него.

## Создатели телесериала

### В ролях
1. Лусия Мендес (Lucía Méndez)
... Колорина
2. Энрике Альварес Феликс (Enrique Álvarez Félix)
... Густаво Адольфо
3. Мария Тереса Ривас (María Teresa Rivas)
... Ана Мария
4. Хулисса (Julissa)
... Рита
5. Хосе Алонсо (José Alonso)
... Иван
6. Мария Рубио (María Rubio)
... Ами
7. Армандо Кальво (Armando Calvo)
... Гильермо Альмазан
8. Фернандо Ларраньяга (Fernando Larrañaga)
... доктор Уллоа
9. Мария Сорте (María Sorté)
... Мирна
10. Луис Баярдо (Luis Bayardo)
... Полидоро
11. Эктор Ортега (Héctor Ortega)
... Торибио
12. Лилиана Абуд (Liliana Abud)
... Альба
13. Элисабет Дупейрон (Elizabeth Dupeyrón)
... Марсия
14. Гильермо Капетильо (Guillermo Capetillo)
... Хосе Мигель
15. Хуан Антонио Эдвардс (Juan Antonio Edwards)
... Армандо
16. Хосе Элиас Морено-младший (José Elías Moreno)
... Данило
17. Роксана Сауседо (Roxana Saucedo)
... Мария
18. Сальвадор Пинеда (Salvador Pineda)
... Энрике
19. Альберто Инсуа (Alberto Inzúa)
... Матиас
20. Альма Дельфина (Alma Delfina)
... «Пингвин»
21. Эльса Карденас (Elsa Cárdenas)
... Адела
22. Юри (Yuri)
... Италия
23. Альба Нидия Диас (Alba Nydia Díaz)
... Лиса
24. Артуро Лорка (Arturo Lorca)
...библиотекарь
25. Кристиан Бах (Christian Bach)
... Пегги
26. Эухенио Кобо (Eugenio Cobo)
... адвокат Херман Бургос
27. Роберто Бальестерос (Roberto Ballesteros)
... Хулиан Сальдивар
28. Патрисия Ансира (Patricia Ancira)
... Лупе#1
29. Мирра Сааведра (Myrrha Saavedra)
... Лупе#2/горничная семьи Альмасан
30. Марина Дорель (Marina Dorel)
... Кристина
31. Хуан Луис Гальярдо (Juan Luis Gallardo)
... Анибаль Гальярдо и Ринкон
32. Алехандро Томмаси (Alejandro Tommasi)
... Доменико
33. Беатрис Агирре (Beatriz Aguirre)
... Ирис
34. Энрике Берраса
... Эмилио
35. Деббие д'Грин
... балерина
36. Альфредо Гарсия Маркес (Alfredo Garcia Narquez)
... Доминго
37. Федерико Фалькон (Federico Falcon)
... Норберто Педрес
38. Энрике Идальго (Enrique Hidalgo)
...доктор Марин
39. Клаудия О'Брейн
... эпизод
40. Рикардо Кортес (Ricardo Cortés)
... пианист
41. Энрике Хилаберт (Enrique Gilabert)
... детектив
42. Оскар Бонфильо (Óscar Bonfiglio)
... друг Энрике
43. Маричу Лабра (Marichu Labra)
... Тереса
44. Марта Резникофф (Martha Reznikoff)
... модистка
45. Карлос Пулио (Carlos Pouliot)
... друг Ивана
46. Хосе Роберто Хилл (Jose Roberto Hill)
... эпизод
47. Макарио Альварес (Macario Alvarez)
... судья по гражданским делам
48. Роса Елена Диас (Rosa Elena Diaz)
... судья по гражданским делам
49. Энрике Муньос (Enrique Muñoz)
... эпизод
50. Эунике Наварес (Eunice Navares)
... Далия

### Административная группа

#### Либретто
- оригинальный текст — Артуро Мойя Грау, Вивиан Песталоцци.
- адаптация, сценарий и телевизионная версия — Антонио Монсель, Карлос Ромеро

#### Режиссура
- режиссёр-постановщик — Димитрио Саррас.

#### Операторский кран
- оператор-постановщик — Ноэ Алькантара.

#### Музыка
- вокал — Камило Сесто.
- музыкальная тема заставки — Colorina.

#### Художественная часть
- художник-постановщик — Рохелио Нери.
- художники по костюмам — Лусия и Мануэль Мендес.

#### Продюсеры
- исполнительные продюсеры — Валентин Пимштейн, Луис де Льяно Маседо.

## Последующие ремейки
В 2001 году в Мексике вышел 150-серийный ремейк с последующим продолжением под названием «Страсти по Саломее». Первая часть телесериала была посвящена жизни Саломеи с 1980 по 1985 гг., вторая часть телесериала была посвящена жизни Саломеи в наши дни (2001—02 гг.).